# Very Short Introductions
Very Short Introductions (nghĩa: Dẫn nhập ngắn) là bộ sách dài kì của nhà xuất bản Oxford University Press nhắm đến đối tượng độc giả thông thường. Mỗi cuốn khái quát sơ lược về một chủ đề nào đó được viết bởi các chuyên gia, trải dài trên nhiều lĩnh vực như mỹ thuật, âm nhạc, tôn giáo, ẩm thực, tâm lý học, v.v... Tập đầu tiên của bộ sách có tên Classics (nghĩa: "Cổ điển học") được xuất bản năm 1995 và đến nay gần 400 tập đã được ra mắt người đọc. Hầu hết các cuốn sách được viết riêng cho bộ sách này song, khoảng 60 cuốn đầu tiên đã được xuất bản trước khi được đưa vào tủ sách Dẫn nhập.
Bộ sách Very Short Introductions có thể được xem là bán chạy, hơn 5 triệu bản trên toàn thế giới theo số liệu của Oxford University Press và đã được dịch ra hơn 25 thứ tiếng, trong đó có tiếng Việt. Tại Việt Nam, một vài cuốn đã được xuất bản bởi nhà xuất bản Trí Thức. 

## Bản dịch tiếng Việt
| #   | Chủ đề | Tác giả                   | Xuất bản ở Anh                                                                                    | Xuất bản ở Việt Nam |
| --- | --- | ------------------------- | ------------------------------------------------------------------------------------------------- | ------------------- |
| 083 | Art Theory "Thế mà là nghệ thuật ư? Lưu trữ ngày 24 tháng 12 năm 2013 tại Wayback Machine"                   | Cynthia Freeland          | 2001 với tên But Is It Art?: An Introduction to Art Theory 13 tháng 2 năm 2003 với tên Art Theory | 2009                |
| 104 | The Elements "Các nguyên tố - Dẫn nhập ngắn Lưu trữ ngày 24 tháng 12 năm 2013 tại Wayback Machine"           | Phillip Ball              | 2002 với tên The Ingredients: A Guided Tour of the Elements 8 tháng 4,2004                        | 2013                |
| 130 | Buddhist Ethics "Đạo đức học Phật giáo: Dẫn nhập ngắn Lưu trữ ngày 24 tháng 12 năm 2013 tại Wayback Machine" | Damien Keown              | 23 tháng 6 năm 2005                                                                               | 2013                |
| 131 | Tragedy "Bi kịch - Dẫn nhập ngắn Lưu trữ ngày 24 tháng 12 năm 2013 tại Wayback Machine"                      | Adrian Poole              | 11 tháng 8 năm 2005                                                                               | 2013                |
| 133 | The History of Time "Lịch sử thời gian Lưu trữ ngày 24 tháng 12 năm 2013 tại Wayback Machine"                | Leofranc Holford-Strevens | 11 tháng 8 năm 2005                                                                               | 2011                |